# دون أوفرتون
دون أوفرتون (بالإنجليزية: Don Overton)‏ هو لاعب كرة قدم أمريكية أمريكي، ولد في 24 سبتمبر 1967 في كولومبوس في الولايات المتحدة.